# Energetic
Energetic, född 21 april 1997 på Menhammar stuteri i Ekerö i Stockholms län, är en svensk varmblodig travhäst. Han tränades av Stefan Hultman och kördes av Örjan Kihlström.
Energetic tävlade åren 1999–2008 och sprang in 7,5 miljoner kronor på 130 starter varav 21 segrar, 19 andraplatser och 17 tredjeplatser. Han tog karriärens största segrar i Breeders' Crown (2001), Prix du Plateau de Gravelle (2002) och Svenskt Mästerskap (2002). Han kom även på andraplats i Korta E3 (2000), Svenskt Trav-Kriterium (2000) och Prix de Belgique (2003) samt på tredjeplats i Prix Kerjacques (2004).
Han deltog i världens största travlopp Prix d'Amérique tre gånger (2003, 2004, 2005). Han tog sin bästa placering 2003 då han kom på femteplats. Han deltog i Elitloppet två gånger (2002, 2003) men tog sig inte vidare till final.